# Caso instructivo
El caso instructivo es un caso gramatical del finés, tiene el significado básico de "por medio de". Es un caso relativamente poco usado, pero se encuentra en algunas expresiones de uso frecuente, como "omin silmin" (con los propios ojos).
En finés moderno, sus usos están siendo sustituidos por el caso adesivo, como en "minä matkustin junalla" (Viajé en tren).
También se utiliza con los infinitivos verbales para explicar cómo se realiza una acción. Por ejemplo, "lentäen" (por aire, volando).
- Datos: Q1665275